# 싱글 미닛 익스체인지 오브 다이
싱글 미닛 익스체인지 오브 다이(Single-minute exchange of die, SMED → 정확히는 '10분 미만 다이 교체'를 의미)는 제조 공정의 비효율성을 줄이기 위한 다양한 린 생산 방법 중 하나이다. 이는 제조 공정을 현재의 양품에서 다음 양품으로 전환하는 빠르고 효율적인 방법을 제공한다. 이는 생산 로트(lot) 크기를 줄이고 흐름 불균일(일본어로 일명 '무라'), 생산 손실 및 생산량 변동성을 줄이는 데 핵심이다.
"1분에 미치는 다이 교체"로 표기하기도 하지만 싱글 미닛(single minute)이라는 문구는 모든 전환 및 시작이 "1분"만 소요된다는 의미가 아니라 10분 미만("한 자리 수의 분 단위")이 소요되어야 함을 의미한다. 밀접하게 관련되어 있지만 더 어려운 개념은 OTED(원터치 익스체인지 오브 다이, one-touch exchange of die)이다. OTED는 전환이 100초 이내에 완료될 수 있고 또 그래야 한다고 말한다. 금형은 제조에 사용되는 도구이다. 그러나 SMED의 유용성은 제조에만 국한되지 않는다(가치 흐름 지도 문서 참고).

## 같이 보기
- 가치 흐름 지도